# Matthew Rolston
Mathtew Russell Rolston (ur. 1 marca 1955 w Los Angeles) – amerykański artysta fotograf i reżyser wideoklipów. Laureat BET Awards w kategorii wideo roku za teledysk do utworu Mary J. Blige „Be Without You” (2006). Był nominowany do MTV Video Music Awards za najlepszą reżyserię wideoklipu do piosenki zespołu En Vogue „My Lovin” (1992) i MTV Video Music Awards 2007 dla najlepszego reżysera teledysku do piosenki Christiny Aguilery „Candyman” (2007).

## Życiorys

### Wczesne lata
Urodził się w Los Angeles w Kalifornii jako syn Bette i Bernarda Rolstona. Jego rodzice byli pochodzenia żydowskiego. Studiował w Chouinard Art Institute w Los Angeles i Otis College of Art & Design w Los Angeles. W 2006 otrzymał doktorat honoris causa w Art Center College of Design w Pasadenie, gdzie w latach 1976–1978 studiował fotografię.

### Kariera
Jeszcze jako student w Art Center, Rolston został odkryty przez Andy’ego Warhola dla magazynu „Interview” poświęconego celebrytom, gdzie rozpoczął z powodzeniem karierę fotograficzną. W 1992 zaczął tworzyć okładki i wykonywać zdjęcia dla Janna Wennera, współzałożyciela i wydawcy magazynu „Rolling Stone”. Wkrótce pracował dla takich magazynów jak „Harper’s Bazaar”, „Vogue”, „Vanity Fair”, „GQ”, „Esquire”, „Cosmopolitan” i „The New York Times”. Był reżyserem reklam GAP, Ralph Lauren, Neutrogena, L’Oréal, Clairol, Pantene, Burberry, Maybelline, Levi’s, Bacardi, Elizabeth Arden, General Motors, Max Factor, Old Navy i Revlon.
Fotografował takie sławy jak Andie MacDowell, Angelina Jolie, Anna Nicole Smith, Annette Bening, Annie Leibovitz, Beyoncé Knowles, Björk, Bob Dylan, Bono, Brian Wilson, Brigitte Nielsen, Candice Bergen, Carré Otis, Charlize Theron, Christina Aguilera, Claudia Mason, Christina Ricci, Christy Turlington, Cindy Crawford, Cybill Shepherd, Cyndi Lauper, David Duchovny, Demi Moore, Dido, Don Henley, Don Johnson, Drew Barrymore, Emmy Rossum, En Vogue, Ethan Hawke, Estelle Lefébure, Farrah Fawcett, Faye Dunaway, Garbage, Geena Davis, George Michael, Heather Locklear, Helena Christensen, Hilary Duff, Hilary Swank, Isabella Rossellini, Jack Nicholson, Jaclyn Smith, Janet Jackson, Jay-Z, Jennifer Jason Leigh, Jennifer Lopez, Jessica Lange, Joan Didion, Jodie Foster, Jody Watley, Johnny Depp, Joni Mitchell, Julia Roberts, Julianne Moore, Keanu Reeves, Kelly LeBrock, Kelly Osbourne, Kirsten Dunst, Lea Thompson, Lenny Kravitz, Lindsay Lohan, Lisa Bonet, Marilyn Manson, Matthew McConaughey, Meg Ryan, Michael Jackson, Madonna, Mary J. Blige, Michaił Barysznikow, Molly Ringwald, Monica Bellucci, Naomi Campbell, Nicki Minaj, Penélope Cruz, Prince, Reese Witherspoon, Robert Downey Jr., Robert Towne, Sean Young, Sade Adu, Scott McInnis, Salma Hayek, Sherilyn Fenn, Shirley MacLaine, Sinéad O’Connor, Stephanie Seymour, Steven Spielberg, Sugababes, Sylvester Stallone, Terence Trent D’Arby, Timothy Hutton, TLC, Tom Waits i Winona Ryder.

## Teledyski
| Rok  | Tytuł                                         | Artysta                                               |
| ---- | --------------------------------------------- | ----------------------------------------------------- |
| 1989 | „The Last Worthless Evening”                  | Don Henley                                            |
| 1990 | „Precious Love”                               | Jody Watley                                           |
| 1990 | „After You, Who?”                             | Jody Watley                                           |
| 1991 | „Sex Cymbal”                                  | Sheila E.                                             |
| 1992 | „My Lovin’ (You’re Never Gonna Get It)”       | En Vogue                                              |
| 1993 | „Losin’ Myself”                               | Debbie Gibson                                         |
| 1993 | „Miracle Goodnight”                           | David Bowie                                           |
| 1994 | „Whatta Man”                                  | Salt-n-Pepa i En Vogue                                |
| 1994 | „Never Let You Go”                            | New Kids On The Block                                 |
| 1994 | „Just A Step From Heaven”                     | Eternal                                               |
| 1994 | „If You Go”                                   | Jon Secada                                            |
| 1994 | „100% Pure Love”                              | Crystal Waters                                        |
| 1994 | „Brother Sister”                              | Brand New Heavies                                     |
| 1994 | „None Of Your Business”                       | Salt-n-Pepa                                           |
| 1994 | „Creep”                                       | TLC                                                   |
| 1995 | „Red Light Special”                           | TLC                                                   |
| 1995 | „Slow Jams”                                   | Quincy Jones, Babyface, Tamia, Portrait i Barry White |
| 1995 | „I’m Goin’ Down”                              | Mary J. Blige                                         |
| 1995 | „Best Friend”                                 | Brandy                                                |
| 1995 | „Kiss From A Rose”                            | Seal                                                  |
| 1995 | „Crazy Cool”                                  | Paula Abdul                                           |
| 1995 | „You Put A Move On My Heart”                  | Quincy Jones i Tamia                                  |
| 1996 | „Don’t Let Go (Love)”                         | En Vogue                                              |
| 1996 | „The Only Thing That Looks Good On Me Is You” | Bryan Adams                                           |
| 1996 | „Let’s Make A Night To Remember”              | Bryan Adams                                           |
| 1996 | „Ain’t Never Gonna Give You Up”               | Paula Abdul                                           |
| 1996 | „Can’t Get You Off My Mind”                   | Lenny Kravitz                                         |
| 1997 | „Imagine”                                     | Salt-n-Pepa i Sheryl Crow                             |
| 1997 | „Whatever”                                    | En Vogue                                              |
| 1997 | „Sumthin’ Sumthin’ The Mantra”                | Maxwell                                               |
| 1997 | „Something’s Got Me”                          | Lori Carson                                           |
| 1997 | „Foolish Games”                               | Jewel                                                 |
| 1997 | „Alma Matters”                                | Morrissey                                             |
| 1997 | „Long Hard Road Out of Hell”                  | Marilyn Manson                                        |
| 1998 | „Real World”                                  | Matchbox Twenty                                       |
| 1998 | „Walking After You”                           | Foo Fighters                                          |
| 1998 | „I Think I’m Paranoid”                        | Garbage                                               |
| 1998 | „Wishing I Was There”                         | Natalie Imbruglia                                     |
| 1998 | „Thinking Of You”                             | Lenny Kravitz                                         |
| 1998 | „The Power of Good-Bye”                       | Madonna                                               |
| 1998 | „Smoke”                                       | Natalie Imbruglia                                     |
| 1998 | „There Goes the Neighborhood”                 | Sheryl Crow                                           |
| 1998 | „Every Time”                                  | Janet Jackson                                         |
| 1999 | „Jupiter (Swallow the Moon)”                  | Jewel                                                 |
| 1999 | „What’s Simple Is True”                       | Jewel                                                 |
| 2000 | „It’s Too Late”                               | Lucie Silvas                                          |
| 2000 | „Word Up”                                     | Mel B                                                 |
| 2000 | „Mirror Mirror”                               | M2M                                                   |
| 2000 | „Don’t Mess with My Man”                      | Lucy Pearl                                            |
| 2000 | „Shape Of My Heart”                           | Backstreet Boys                                       |
| 2001 | „In My Pocket”                                | Mandy Moore                                           |
| 2001 | „Hey Pretty”                                  | Poe                                                   |
| 2001 | „Bootylicious”                                | Destiny’s Child                                       |
| 2001 | „Hunter”                                      | Dido                                                  |
| 2002 | „I Love You”                                  | Faith Evans                                           |
| 2002 | „Believe in Me”                               | Lenny Kravitz                                         |
| 2002 | „Work It Out”                                 | Beyoncé                                               |
| 2002 | „Life Goes On”                                | LeAnn Rimes                                           |
| 2002 | „Do I Have To Cry for You?”                   | Nick Carter                                           |
| 2002 | „Love To See You Cry”                         | Enrique Iglesias                                      |
| 2003 | „Love Is A Crime”                             | Anastacia                                             |
| 2003 | „This Is The Night”                           | Clay Aiken                                            |
| 2003 | „Crazy”                                       | Dream i Loon                                          |
| 2003 | „Hole In The Head”                            | Sugababes                                             |
| 2004 | „Thank You”                                   | Jamelia                                               |
| 2004 | „Amazing”                                     | George Michael                                        |
| 2004 | „In The Middle”                               | Sugababes                                             |
| 2004 | „Afrodisiac”                                  | Brandy                                                |
| 2004 | „Angels”                                      | Jessica Simpson                                       |
| 2004 | „Dip It Low”                                  | Christina Milian                                      |
| 2005 | „Inside”                                      | Slim Thug i The Three Bad Girls                       |
| 2005 | „I Bruise Easily”                             | Natasha Bedingfield                                   |
| 2005 | „Push The Button”                             | Sugababes                                             |
| 2005 | „Stand Up For Love”                           | Destiny’s Child                                       |
| 2005 | „I’ve Got a Life”                             | Eurythmics                                            |
| 2005 | „Be Without You”                              | Mary J. Blige                                         |
| 2006 | „Listen”                                      | Beyoncé                                               |
| 2006 | „I Belong To Me”                              | Jessica Simpson                                       |
| 2006 | „Again and Again”                             | Jewel                                                 |
| 2007 | „Candyman”                                    | Christina Aguilera                                    |
| 2007 | „Hot”                                         | Avril Lavigne                                         |
| 2007 | „Tattoo”                                      | Jordin Sparks                                         |
| 2007 | „With Love”                                   | Hilary Duff                                           |
| 2009 | „The Climb”                                   | Miley Cyrus                                           |
| 2012 | „Two Way Street”                              | Kimbra                                                |
| 2012 | „Ice”                                         | Kelly Rowland i Lil Wayne                             |
| 2013 | „I’m a Woman”                                 | Jennifer Love Hewitt                                  |